# Бронцетти, Денизе
Дени́зе Бронце́тти (итал. Denise Bronzetti; род. 12 декабря 1972, город Сан-Марино) — дважды капитан-регент Сан-Марино с 1 октября 2012 по 1 апреля 2013 года, избрана вместе с Теодоро Лонфернини и с 1 апреля 2025 года совместно с Итало Риги.

## Биография
С марта 2003 года — член Социалистической партии, затем Партии социалистов и демократов. С 24 июля 2009 года занимает пост председателя партии.
С 7 июля 2006 года является членом Большого генерального совета Республики Сан-Марино.
В середине марта 2025 года она была повторна избрана руководителем Сан-Марино вместе с Итало Риги.
Замужем. Имеет двоих детей.
Являлась одним из самых молодых из действующих руководителей государств мира в период первого капитан-регентства.